# باشگاه فوتبال رئال وایادولید
رئال وایادولید کلاب دِ فوتبال، اس‌ای‌دی (به اسپانیایی:
Real Valladolid Club de Fútbol, S.A.D) باشگاه فوتبالی است که در شهر وایادولید استان کاستیا-لئون کشور اسپانیا قرار دارد. این باشگاه که در ۲۰ ژوئن ۱۹۲۸ تأسیس شده‌است، وایادولید فصل ۲۰۱۷–۱۸ پس از چهار سال غیبت در لالیگا و حضور در سگوندا دیویژن دوباره به بالاترین سطح لیگ‌های اسپانیا بازگشت.
رئال وایادولید در جدول بهترین تیم‌های تاریخ لالیگا، در رتبهٔ سیزدهم قرار دارد. آن‌ها بازی‌های خانگی خود را در ورزشگاه نوئوو استادیو خوزه زوریلا که ۲۶٬۵۱۲ نفر گنجایش دارد برگزار می‌کنند.
این باشگاه تاکنون ۳۹ بار در لیگ دسته اول، ۳۰ بار در لیگ دسته دوم و ۹ بار در لیگ دسته سوم حضور داشته‌است. رافائل بنیتز، سرمربی مطرح تیم فوتبال لیورپول، در فصل ۹۶–۱۹۹۵ هدایت این تیم را بر عهده داشته‌است.
در تاریخ ۳ سپتامبر ۲۰۱۸ این باشگاه رسماً اعلام کرد که رونالدو نازاریو ۵۱ درصد سهام این باشگاه را خریده‌است و مالک این باشگاه به‌شمار می‌رود.

## افتخارات
- لیگ دسته دوم: ۱۹۴۸–۱۹۴۷، ۱۹۵۹–۱۹۵۸، ۰۷–۲۰۰۶
- لیگ-کاپ اسپانیا: ۸۴–۱۹۸۳

دستاوردها
- حضور در رقابت‌های اروپایی: ۳ مرتبه
  - جام یوفا: ۸۵–۱۹۸۴، ۹۸–۱۹۹۷
  - جام برندگان اروپا: ۹۰–۱۹۸۹
- جام حذفی: نایب قهرمان در ۵۰–۱۹۴۹، ۸۹–۱۹۸۸
- لیگ دسته اول: چهارم در ۶۳–۱۹۶۲

رکوردها
- بیشترین امتیاز در لیگ دسته دوم - ۸۸ در ۰۷–۲۰۰۶
- بیشترین بازی بدون شکست در لیگ دسته دوم - ۲۹ در ۰۷–۲۰۰۶
- سریع‌ترین گل تاریخ لیگ دسته اول - "۴۲'۷، توسط جوزپ یورنته در ۲۰ ژانویهٔ ۲۰۰۸ در بازی مقابل اسپانیول (نتیجهٔ نهایی: ۲–۱)